# ドーン・オブ・ザ・デッド
『ドーン・オブ・ザ・デッド』（原題：Dawn of the Dead）は、2004年にアメリカ合衆国で製作されたホラー映画。上映時間100分。1978年に製作されたアメリカ映画『ゾンビ』（原題は同じ"Dawn of the Dead"）のリメイク作品。

## 概要
これまでB級ホラーとして位置づけられてきたゾンビ映画を一新して、生存した人物たちをグランドホテル形式で描いており、キャスティングもオスカーにノミネートされたサラ・ポーリーを初め実力派の役者たちが出演している。また、「走るゾンビ」という新たな設定により、オリジナルとは違ったサバイバルアクションとなっている。また、オリジナル版に出演していたケン・フォリー、スコット・H・ライニガー、トム・サヴィーニがカメオ出演している。
アメリカ劇場公開の5日前には、USAネットワークで本編冒頭10分間がノーカット放映された。また、この本編冒頭10分間はインターネット上でも公開されたほか、日本劇場公開前の2004年4月29日には、東京など全国5都市の街頭でも放映された。
地上波では、2006年10月24日に日本テレビの深夜ローカル枠と、2008年10月23日のテレビ東京「木曜洋画劇場」枠で放送された。前者は日本語字幕、スタンダードサイズ、ノーカットだったが、後者はゴールデンタイムゆえに一部の登場人物の死亡シーンを含む残酷な箇所は削除や修正が施されており、二ヶ国語放送の日本語音声はDVDソフトと同じものを使用（一部台詞に変更点あり）。
セルDVD、Blu-rayには、未公開シーンを追加した109分のディレクターズ・カット版本編が収録されている。

## ストーリー
アナは普通の看護師。夫のルイスとは普通に結婚し、普通に病院に勤務する、正に平穏を絵に描いたような生活を送る女性であった。
その日もいつもと変わらぬ日常を過ごしていたアナだったが、勤務先の病院では指の傷の患者が毒物検査でICUに運び込まれたり、各地で何らかの事件が頻発し、テレビやラジオでは臨時の緊急ニュースが放送される。アナは何らかの違和感を抱きつつも特に気にすることはなかった。
翌朝アナが目覚めると、近所に住む少女のヴィヴィアンが顔に重傷を負った姿で、寝室の前に立っていた。ルイスは慌てて駆け寄るが、次の瞬間ヴィヴィアンは彼の首筋に噛み付き、そのまま食い千切る。凄まじい血飛沫と共に死亡するルイスの姿を目の当たりにしたアナは必死に救助を呼ぶが、電話は輻輳して繋がらない。その傍では、死んだはずのルイスが起き上がり、驚くアナに牙を剥いて襲い掛かる。アナは間一髪で家から脱出するが、家から出た彼女が見たものは、見慣れた家屋が炎に包まれ、人が人を襲うという混沌の世界であった。アナは止めてあった車に乗り込むと急いでエンジンを吹かし、アクセルを踏み込む。
なおも恐ろしい形相で四肢を振り上げながら追い駆けてくるルイスを何とか振り切ったアナは、当ても無く車を走らせ続けるが、彼女はまだ知らなかった。人間を感染者に変貌させる謎のウイルスが蔓延したことも、それによって急速に感染者が増え続けていることも。

## 登場人物

### 生存者たち
いずれも大型ショッピングモール「クロスロード・モール」に立て籠る生存者たち。当初はアナをはじめとする外部から来た5人とCJ率いる3人の警備員がモールに立て籠もる。その後、フォート・パスター基地から逃げてきた6人の生存者とモール地下駐車場で出会った犬のチップスが加わり、14人と1匹になるが、その途中で生存者が次々と命を落とし、クルーザーに向かう直前にはCJとマイケルが犠牲となり、最終的にはアナ、ケネス、テリー、ニコール、チップスの4人と1匹が生き残った。しかし、エンディングではたどり着いた島でゾンビの群れに襲われ、応戦した後の生死・消息は不明となっている。
アナ・クラーク
本作の主人公。セント・ドミニク病院に勤務する看護師。26歳。
夫のルイスとウィスコンシン州で平穏に暮らしていたがゾンビ化したヴィヴィアンやルイスに襲われ、無法地帯となった街を車で駆け抜けた末にモールにたどり着く。
働き者で性格は温厚、人当たりもよく友人や職場の同僚からの信頼は厚い。近所に住んでいたヴィヴィアンを可愛がり、愛情を注いでいた。また、夫の死に涙を流すものの、それでもなお困難に立ち向かっていく勇気も持っており、ゾンビの性質から感染経路を見抜く冷静さや、銃を突きつけたCJに対しても臆することなく悪態をつく強気な一面も見せる。
看護師という職業柄、人命や人権を尊重する面が強く、ゾンビ化してゆくフランクを最後までかばったり、アンドレやケネスたちが屋上で行っていたゾンビ・シューティングもあまり快く思っていないなど、人のみならずゾンビに対しても若干の同情心を持っている。
看護師としての知識や冷静な判断力は、他の生存者を生存へ導くために終始役立つことになる。
ケネス・ホール
黒人の警察官。アナが車にて逃走後、初めて出会う生存者となる。
非常に屈強でタフな体を持ち、信心深い面も持っている。当初は同僚の死を羨ましがっていたりと自殺願望的な考え方も持っていたが、ゾンビ達を見て「死後も恐ろしい世界が待っている」と考えを改めた。
登場初期は最後の家族であった弟の死やその状況から周りの生存者を一切受け付けない拒絶的な態度をとっていたが、アンディと意気投合したことをきっかけに周りに対しても心を開き始める。その後は警察官時代に培った戦闘能力と精神力を活かし、進んで危険やゾンビに立ち向かい生存者を守ろうとする。
あまり物に興味がない性格だがチェスは愛好しており、モールに立て籠もってからも、同じチェス愛好家のアンディとはボードのやり取りという回りくどい方法であることも気にせず対局を楽しみ、彼が自分のことを「ケン」という愛称で呼ぶことも容認していた。また骨折のリハビリも兼ねてトレーニングは欠かしていない。
小説版にて妻子がいたが、子はゾンビ化した妻に殺され、さらにその妻をガスオーブンに手錠で繋いだまま逃走してきたという経緯が語られている。
マイケル・ショーネシー
アナがモール手前で遭遇した生存者。テレビのセールスマンをしていた男性。40歳。
様々な状況を打開するための作戦を即座に思いつき、生存者を誘導するなど性格は理知的で冷静沈着。戦闘能力はケネスやCJよりは劣るものの現実から逃げようとせず自分たちの状況を論理的に考えるため、仲間からの信頼が厚く、当初は敵対していたCJからも一目置かれる。監禁同然の行いをしていたCJとバートに対し、形勢逆転のきっかけを作った人物でもある。銃の扱いにも長けているが、セーフティを外し忘れるなど少々間の抜けた一面も持つ。
過去に3度の結婚をしていたらしく子宝にも恵まれていたが、作中のセリフから推察するに妻子共に死んでしまったらしい。また、様々な職を転々としていた後にテレビのセールスマンになった経緯がある。
後にアナと恋仲になるが、終盤にてアナを助ける際にゾンビに咬まれ、クルーザーに乗らず、一人湖畔で朝日を眺めながら自ら命を絶つ。
小説版では「笑える映画が一番」という哲学を持っており、立て籠もり後はアメリカン・パイやサボテン・ブラザースなど、コメディ映画を鑑賞する毎日を過ごす。なお、映画版でもアナと一緒にコメディ映画を観て笑う描写がある。
アンドレ・ブライアント
アナがモール手前で遭遇した生存者。血気盛んな黒人の青年。
過去に窃盗やクラックの売買など様々な犯罪に手を染めていたが、ルーダとそのお腹にいる子供の身を常に案じ、特に子供に対しては「自分とは違う真っ当な道を歩ませたい」と父親として強い愛情を抱いている。
修羅場をくぐり抜けて来ただけあり、飛びかかるゾンビに自ら組み付き、顎の下から頭を撃ち抜く芸当をやってのけるなど、戦闘能力は高い。
物語中盤で死亡するが、映画版と小説版では死亡までの経緯が若干違い、映画ではゾンビ化したルーダを射殺したノーマに逆上し銃撃をするも反撃をくらい相撃ちとなるが、小説版ではノーマを一方的に射殺し、その後ゾンビ化したルーダに自ら咬み殺される最期を選んだ。
ルーダ
アナがモール手前で遭遇した生存者。臨月間近なアンドレの妻で、ロシア人。
物静かな女性で、臨月間近の不安と世界のパニック時が重なってしまったこともあり、やや悲観的考えを持つ描写が多い。未公開シーンではアンドレと過去を語り、より一層不安が増しているシーンがある。
序盤にモール内でゾンビ化した警備員のベンに咬まれ感染するが、唯一ゾンビ化するという事実を知っていたアンドレによって隠蔽し続けられたため、出産後まで誰もそのことに気づかなかった。
後に産気づき衰弱死を経てゾンビ化するが、その直後に子供（女児）を出産。だがノーマに見つかり、撃ち合いへと発展していく。そして生まれた子供もゾンビ化していたため、生存者たちに射殺された。
小説版では子供の名前は「ダーシャン」にすると決めていたが、それが叶うことはなかった。また、映画版ではゾンビ化後はノーマに射殺されるが、小説版では口付けを交わしたアンドレを咬み殺し、その後モールの生存者に射殺される。
CJ
アナたちがクロスロード・モールで出会った警備員。生存していた警備員の中ではリーダー的存在で、厳つい顔に髭をたくわえた壮年の男性。
高圧的な態度でアナたちに接する短気な性格の持ち主だが、タッカーを最後まで見捨てようとしなかったり、逆に仲間を見捨てようとしたスティーヴに憤慨するなど根は仲間想いで、判断力と行動力にも優れている。
序盤ではアナたち生存者を拒絶し、受け入れる代わりに武器を取り上げるなど慎重かつ高慢な態度をとっていたが、マイケルの機転により逆に警備室に監禁されることになる。
物語中盤でモール内が停電した際、地下駐車場にある発電機まで案内することを条件に開放され、バートの死とその後のマイケルたちとの共闘をきっかけに、以降は一転してアナたちに協力的となり、性格も頑なだった序盤に比べると若干穏やかさを見せるようになる。
警備員だったこともあり、ケネス同様戦闘能力は高く、狙撃でゾンビの群れに放り込んだプロパンガスを爆破したり、強力なアタッカーとして生存者を護衛してゆくなど、見せ場が多い。終盤で生存者を逃がすための時間稼ぎを率先して担当し、陽動に乗ってきたゾンビたちを大量のダイナマイトとプロパンガスを用いた自爆に巻き込んで死亡する。
小説版では警備員勤務をしていた頃の心境や、モールを厳重に封鎖・アナたちの監禁も全て警備員としてモールを守るため（侵入者であるアナ達に対しての拒絶「警備員としての職務に基づく使命感」による行動については、特典コメンタリにおいても監督により言及されている）という信念に基づいていたことが書かれている。また、バートの死に悲観するなど、映画以上に仲間想いである。
テリー
アナたちがクロスロード・モールで出会った警備員。CJの紹介で今の職に就いたが、バートによると生存していた警備員の中では下っ端らしい。
温厚な青年で、ゾンビ化した末にCJに射殺された同僚ベンの死に悲観したり、CJの監禁行為や高慢な態度に納得できず、アナ達に協力する。
立て籠もり後はスポーツやアンディのゾンビ・シューティング鑑賞をして過ごす。ニコールとは仲が良く、ニコールに対し一目惚れを思わせる描写がある。立て篭っていた間は一緒に天体観測をするなど一緒に過ごすことが多く、最期までニコールの身と幸せを案じたフランクの遺志を受け継ぎ、終始進んで彼女を守ろうとする。
若さ故に単純な性格で判断力に甘い所があり、小説版でも肝心な時に銃を持っていないなど抜けたところが目立つが、父親の死に落胆していたニコールを元気づけ心を開かせた人物でもある。
バート
アナたちがクロスロード・モールで出会った警備員。ブロンドヘアーの若い男性。CJの子分的存在で、彼のやることを常に肯定している。
CJと同様に気性の荒い性格で、また今回のゾンビ・アウトブレイクで意中の女性とのデートがふいになったことを嘆いたり、兄貴分のCJをからかうなど常に虚勢を張った言動が多いが小さな物音に怯えるなど実際は臆病者である。
CJの監禁行為や高慢な行いに同調していたため、彼同様、逆に警備室に監禁されてしまうがモール内が停電した際、地下駐車場にある発電機まで案内することを条件に釈放される。しかし案内中にスプリンクラーの配管を伝って近づいてきたゾンビに咬まれてしまい、パニックに陥っていたところをゾンビの集団に捕食されて死亡する。
ニコール・ミラー
フォート・パスター基地から逃げてきた生存者。フランクの娘。17歳。
家族想いの少女。ゾンビ・アウトブレイクで母と兄弟、モール内で父を失ったショックから一時は閉鎖的になってしまうが、生存者たちの励ましと地下駐車場で出会った犬のチップスが心の支えとなり、再び元気を取り戻す。歳の近いテリーとは仲がいい。立て籠もり後は壁へのペイントや、テリーと一緒に天体観測をするなどして過ごす。
チップスと出会って以降は溺愛気味になり、モール内での仕事をサボったり、遂には銃砲店にいるアンディに食料を届ける作戦に失敗したチップスを救出するためにトラックでゾンビの群れがいる通りを突っ切って救出に向かうなど、生存者を唖然とさせるほどの大胆な行動を起こすことがある。
小説版ではフランクの死後、生存者と接することなくCDショップに入り浸っているなど閉鎖的な心境がよりリアルに書かれているが、テリーの励ましによって元気を取り戻す。
フランク・ミラー
フォート・パスター基地から逃げてきた生存者。ニコールの父親で50歳。
基地から逃げてきたときには既に感染しており、モール内で発症し、最期まで娘であるニコールの身と幸せを案じ、娘を生存者に託して安らかに逝き、ケネスに射殺される。その後、テリーがフランクの遺志を受け継ぎ、彼の分までニコールを守ることを第一に動き出していく。
スティーヴ・マーカス
フォート・パスター基地から逃げてきた生存者。皮肉屋で傲慢な30代前半の男性。高級スーツを着こなしたビジネスマン。
自己中心的を絵に描いたような性格をしており、自分が助かるためなら他の生存者を見捨てることも躊躇しない。また、立て籠もり後はモニカを愛人に性行為に入り浸り、脱出作戦前もモールを脱出するための下準備を手伝わず、一人で日がな一日遊んで過ごしたりと自身の欲望に忠実な毎日を送っている。
裕福生活者でクルーザーを所持しており、ミシガン湖に停泊させている。これが終盤で生存者に希望を持たせるきっかけとなる。
脱出作戦の際に地下水路と繋ぐ通路の見張りを任されたにもかかわらず、勝手に通路入口に鍵をかけてマイケルたち諸共ゾンビが入ってこないようにして一人だけ逃げるなどしてCJの怒りを買い、さらには船に向かう途中でバスが横転した際にもケネスたちを見捨て、一人逃げ延びようとしたが、その直後にゾンビに襲われるという自業自得な形でゾンビ化し、「もしも俺が噛まれてアイツらの仲間入りした時には撃ち殺してくれ」と生前発していた軽口通りに、アナに射殺される。
小説版では、致命的な咬傷を負わされた際の思考が、ゾンビのそれにすり替わる（強烈な「餓え」に支配される）様子が書かれている。
モニカ・フォリー
フォート・パスター基地から逃げてきた生存者。20代前半でブロンドヘアーのセクシー系な女性。
やや気の強い性格。立て籠もり後はスティーヴの恋人（愛人）となり性行為に入り浸り、高級ドレスを着こなす。またノーマとも仲が良く、意気投合している描写があり、アンドレに射殺されたノーマの死に涙ぐんでいた。
他の生存者と共にモールから脱出するが、脱出用バス内でゾンビをチェーンソーで攻撃していたグレンの手元が狂い、胸部を切り裂かれ死亡する（直後にグレンも死亡）。
小説版では親と縁の薄い少女時代を過していたことが語られ、それゆえに親と同じ世代のノーマに対し親子のような愛着を抱いたことが書かれている。
グレン・カーティス
フォート・パスター基地から逃げてきた生存者。セント・ヴァーベナ教会でピアノ弾きを務める年配の白人男性。
気の弱い性格で登場した際にも興奮からくるパニック状態に陥っていた。教会で働いているが、無神論者で仕事のためだけにピアノ弾きをしていたとのこと。セント・ヴァーベナ教会にスティーヴたちと立て籠もっていたが、ゾンビに突破されそうになりCB無線で助けを要請し、偶然通りかかったノーマが無線を聞きつけてトラックで一同を救出したことで、無事を得た。
立て籠もり後は女性物の装飾品を身に着けて楽しんでいるが、これはグレンがゲイであることを表しており、ディレクターズ・カット版では13歳の時に自分がゲイであることを自覚したとCJたちに告白し、彼らから鬱陶しがられるというコミカルなシーンがある。
他の生存者と共にモールから脱出する道中、車体にしがみつくゾンビを車内からチェーンソーで攻撃しようとしたが、運転手のケネスがバスを急カーブさせたために手元が狂ってモニカを巻き込んだ末、バスが横転した際に自分の胸部にもチェーンソーが当たって死亡する。
映画版ではアンドレたちの死体をモールの中央広場に並べ弔うシーンで「無神論者だから」という理由で弔いの言葉を拒否しているが、小説版では弔いの言葉を唱えている。
タッカー
フォート・パスター基地から逃げてきた生存者。40歳前後の白人男性。
帽子をかぶった中年の男性で、性格は歳相応に温厚で落ち着いている。ノーマが運転する生存者を乗せたトラックの助手席に座っており、モールに逃げ込む際に脚を怪我するが、咬まれたわけではなかったために無事を得た。
立て籠もり後はサイクリングなどのスポーツ系やアンディのゾンビ・シューティングを楽しむ。
細身な体に似合わず銃の扱いに長けており、ショットガンや二丁拳銃を使いこなす。仲間と共にニコールの救出に向かった帰り、誤ってマンホールに落下し足を骨折してしまう。CJに引きずられながら逃げ続けるも足手まといになることを案じ、CJに自分を殺すよう頼んで射殺された。
ノーマ
フォート・パスター基地から逃げてきた生存者。50歳前後の白人女性。喫煙家で、たばこの吸い殻をよくポイ捨てしている。
生存者を乗せたトラックの運転手で、セント・ヴァーベナ教会に立て籠もっていたグレンたちのCB無線によるSOSを聞きつけて救出し、生存者たちをモールへ導くこととなった。
男勝りで危険を省みない勇敢な性格で、マイケルにも称賛されていた。
モールが停電した際に蝋燭を届けにアンドレたちのいるカルーセルに入るが、アンドレが匿っていたゾンビ化したルーダを発見してしまう。慌ててルーダを射殺するが、それがアンドレの怒りに触れてしまい、アンドレと相撃ちになり死亡する。
小説版ではモニカに対して抱いている娘のような心境がより詳細に書かれている。また死亡までの経路も異なりゾンビ化したルーダから離れるようアンドレを説得するが、邪魔者と判断したアンドレに一方的に射殺されてしまう。
名無しの女性
フォート・パスター基地から逃げてきた生存者。体重100kgは超えているかのような大柄な肥満女性。
モールに到着した時には既に咬まれており、容態も自足歩行出来ないほどに悪化していた。その後死亡するが、直後にゾンビ化して復活し、アナに火掻き棒でとどめをさされる。名前を名乗れないほど衰弱しており、生存者たちはニコールとフランク以外は全員初対面同士であり、名前を知らなかったために名無しとして死んでいった。
作中ではモール内で生きた人間がそのままゾンビ化した最初の人物であり、それがアナに「咬まれることでゾンビと化す」ことを確信させた。
- 演じているのは、特殊メイクで怪我と中年女性らしさを強調した男性スタントマンである。

アンディ
モールの向かいにある「アンディ・ディアヘッド銃砲店」の店主。マレット・ヘアをした40歳前後の男性。
銃砲店に立て籠もり、遠すぎるモールの生存者には救出不可能だったが、その後も双眼鏡とホワイトボードによる情報交換を行っていた。
その際にケネスと意気投合し、互いにチェスの愛好家と知ってからは、ホワイトボードで互いの駒を伝え合う回りくどい方法ながらもチェスを楽しんでいた。射撃の腕は凄まじく、数百メートル離れたゾンビを一撃でヘッドショット出来る。作中ではハリウッドスターなどに似たゾンビを撃つという名目で「セレブ狩り」や「ハリウッド・ハンティング」と称し、ゲームとして楽しんでいた。
しかし日にちが経つにつれ食料が尽き、ケネスらのアイディアでチップスに食料を運ばせるが、チップスを店内に入れた際にゾンビが侵入して咬まれ、そのままゾンビ化してしまい、ニコールの救出に来たケネスに射殺される。
ディレクターズ・カット版の特典DVDでは、本編で語られることのなかったアンディ視点でのストーリーがあり、立て籠もりからゾンビ化するまでの数週間の様子が描かれている。
チップス
モールの地下駐車場で出会った犬。人間にしか関心を抱かないゾンビに無視されていたため、モール内の地下で生き延びていた。
モール内に住むようになってからはニコールがチップスと名づける。ニコールに懐き、ニコールもチップスに家族同様の愛情を注ぐようになる。生存者の言うことは素直に聞く。
犬に関心を抱かないという特性を活かされ、ゾンビの群れのいる通りを突破し、アンディに食料と携帯無線機を届ける役割を担うが、これが結果的に彼のゾンビ化とその後の混乱を招いてしまう。

### その他の人物
ルイス・クラーク
アナの夫。30歳。
アナと共にウィスコンシン州で暮らし、平穏な毎日を送っていた。アナ同様ヴィヴィアンに愛情を注いでいた。
だが悲しくもゾンビ化したヴィヴィアンに首を喰いちぎられ、出血多量で死亡、本編で最初の犠牲者となってしまう。直後にゾンビ化してアナに襲い掛かるが、アナを追跡中に別の生存者に襲い掛かり、そのまま行方知れずとなる。
ヴィヴィアン
クラーク家の近所に住む8歳の少女。ローラーブレードや自転車を好む。アナやルイスに愛情を注がれており、彼女もまたクラーク夫妻を慕っている。
後に作中最初のゾンビとして登場し、ルイスに襲いかかる。
小説版では祖父母の家に住んでいるという設定で、親を知らないゆえに近所に住むアナたちに懐くようになった。
ベン・コージ
クロスロード・モールの警備員。フルネームはバートの発言から。
CJの制止を振り切って1階に行ってしまったがゆえにゾンビ化し、ルーダに襲い掛かり彼女のゾンビ化の原因を作る。未公開集では中々いい車に乗っていたらしく、バートが俺の物だと嬉しそうに語っていた。
コーラ
アナの同僚の看護師。アウトブレイク後の生死は不明。
デビット・バロウズ
DVDの特典映像に登場するニュースキャスター。全米にゾンビ・アウトブレイクが広まる中で、徐々に冷静さを失ってゆく様子が描かれている。
アウトブレイクから約一日後、最後の放送を終えながら、既に死亡した妻子の元へ逝くことを仄めかしながらどこかへと去って行き、その後の生死は不明。

## キャスト
| 役名                   | 俳優                     | 日本語吹替   |
| ---------------------- | ------------------------ | ------------ |
| アナ・クラーク         | サラ・ポーリー           | 魏涼子       |
| ケネス・ホール         | ヴィング・レイムス       | 玄田哲章     |
| マイケル・ショーネシー | ジェイク・ウェバー       | 森田順平     |
| アンドレ・ブライアント | メキ・ファイファー       | 楠大典       |
| ルーダ                 | インナ・コロブキナ       | 林真里花     |
| CJ                     | マイケル・ケリー         | 大塚芳忠     |
| テリー                 | ケヴィン・ゼガーズ       | 浪川大輔     |
| スティーブ・マーカス   | タイ・バーレル           | 小野健一     |
| ニコール・ミラー       | リンディ・ブース         | 園崎未恵     |
| ノーマ                 | ジェイン・イーストウッド | 磯辺万沙子   |
| バート                 | マイケル・バリー         | 平川大輔     |
| グレン・カーティス     | R・D・レイド             | 村松康雄     |
| モニカ・フォリー       | キム・ポイリアー         | 水落幸子     |
| タッカー               | ボイド・バンクス         |              |
| フランク・ミラー       | マット・フリューワー     |              |
| ヴィヴィアン           | ハンナ・ロックナー       | 安谷屋なぎさ |
| ルイス・クラーク       | ジャスティン・ルイス     |              |
| パスター基地の司令官   | スコット・H・ライニガー  | 小野健一     |
| テレビ宣教師           | ケン・フォリー           |              |
| ケーヒル保安官         | トム・サヴィーニ         | 村松康雄     |

- その他の日本語吹き替え声優：荒川太郎、古澤徹、斉藤貴美子、鈴木貴征、赤城進、保村真
- 日本語版制作スタッフ：演出：市来満、翻訳：平田勝茂、調整：山田明寛、録音：スタジオ・ユニ、制作：ニュージャパンフィルム

## 関連文献
- ジェームズ・ガン脚本『死者の夜明け　ドーン･オブ・ザ・デッド』（入間眞　編訳、竹書房、2004年）